# Istituto Cammino Nuovo
L'Istituto Cammino Nuovo (in latino Institutum Novum Iter; in francese Institut Chemin Neuf) è un istituto religioso maschile di diritto pontificio: i membri di questa congregazione clericale pospongono al loro nome la sigla I.C.N.

## Storia
La comunità Cammino Nuovo sorse a Lione a opera del gesuita Laurent Fabre da un gruppo di preghiera di Rinnovamento Carismatico: la comunità, eretta dall'arcivescovo di Lione in associazione pubblica di fedeli, ebbe carattere ecumenico e una spiritualità ignaziana e teresiana.
Per i sacerdoti e i seminaristi di Cammino Nuovo nel 1992 venne eretto un istituto religioso di diritto diocesano e padre Fabre, lasciati i gesuiti, ne divenne superiore generale. L'istituto divenne di diritto pontificio il 14 settembre 2009.

## Attività e diffusione
Le finalità della congregazione sono la formazione spirituale dei cristiani, l'evangelizzazione e la promozione dell'unità della Chiesa.
L'istituto è presente in Belgio, Burundi, Brasile, Canada, Costa d'Avorio, Egitto, Francia, Germania, Israele, Italia, Libano, Madagascar, Mauritius, Paesi Bassi, Polonia, Regno Unito, Repubblica Ceca, Repubblica del Congo, Repubblica Democratica del Congo, Svizzera, Ungheria; la sede generalizia è presso l'abbazia di Hautecombe, a Saint-Pierre-de-Curtille.
Al 31 dicembre 2008 la congregazione contava 106 religiosi (52 dei quali sacerdoti) in 15 case.